# Vivien Noakes
Vivien Mary Noakes geborene Langley (geboren am 16. Februar 1937 in Twickenham; gestorben am 17. Februar 2011) war eine englische Literaturwissenschaftlerin, die besonders mit Arbeiten zu Edward Lear und Isaac Rosenberg hervortrat.

## Leben und Werk
Noakes Vater Marcus Langley machte in der Vorkriegszeit als Flugzeugingenieur bei De Havilland und British Aircraft Manufacturing Karriere. Sie besuchte das Mädcheninternat Dunottar School in Reigate, Suffolk, und absolvierte anschließend eine Ausbildung zur Krankenschwester im Londoner St Thomas’ Hospital. 1960 heiratete sie den Porträtmaler Michael Noakes; aus der Ehe gingen drei Kinder hervor. Um 1965 begann sie mit der Arbeit an einer Biographie von Edward Lear (1812–1888), die 1968 unter dem Titel Edward Lear: The Life of a Wanderer erschien und Noakes' Renommee als Expertin für diesen (neben Lewis Carroll) herausragenden Vertreter der viktorianischen Nonsense-Literatur begründete. Für die Royal Academy of Arts kuratierte sie 1985 gemeinsam mit Charles Nugent eine Ausstellung zu Lears Werk, edierte für die Oxford University Press eine 1988 erschienene Auswahl seiner Briefe, veröffentlichte 1991 eine Monographie zu seinem malerischen Werk und legte 2001 mit The Complete Verse and Other Nonsense, erschienen bei Penguin, die heute maßgebliche kritische Ausgabe der Gedichte und Cartoons Lears vor.
Erst nach ihrem fünfzigsten Lebensjahr begann sie ein Universitätsstudium an der University of Oxford (Somerville College) und promovierte dort 1992 mit einer Arbeit über Isaac Rosenberg (1890–1918), dessen Gedichte neben denen Wilfred Owens und Rupert Brookes zu den bedeutendsten lyrischen Zeugnissen über die Erfahrung des Ersten Weltkriegs in der englischen Literatur zählen. Für die Oxford University Press edierte sie in späteren Jahren zwei Ausgaben der Werke Rosenbergs (2004, 2008) und gab 2005 zudem mit Voices of Silence eine Anthologie mit Werken von heute weitgehend vergessenen Dichtern des Ersten Weltkriegs heraus. 1996 wurde sie als Fellow in die Royal Society of Literature gewählt, außerdem war sie Mitglied des englischen P.E.N., der Society of Authors sowie des Oxford First World War Poetry Steering Committee. Am 17. Februar 2011 erlag sie im Alter von 74 Jahren einem Krebsleiden.

## Publikationen
- Edward Lear: The Life of a Wanderer. Collins, London 1968. (4., revidierte und erweiterte Ausgabe: Sutton, Stroud 2004, ISBN 0-7509-3743-2)
- Edward Lear, 1812–1888: The Catalogue of the Royal Academy of Arts Exhibition. Weidenfeld & Nicolson, London 1985, ISBN 0-297-78635-0.
- als Hrsg.: Edward Lear: Selected Letters. Oxford University Press, Oxford/ New York 1988, ISBN 0-19-818601-0.
- The Painter Edward Lear. David & Charles, Newton Abbot 1991, ISBN 0-7153-9778-8.
- mit Michael Noakes: The Daily Life of the Queen: An Artist's Diary. Ebury Press, London 2000, ISBN 0-09-186982-X.
- als Hrsg.: Edward Lear: The Complete Verse and Other Nonsense. Penguin, London 2001. (alle späteren Ausgaben unter dem Titel The Complete Nonsense and Other Verse erschienen, ISBN 0-14-042465-2)
- als Hrsg.: The Poems and Plays of Isaac Rosenberg: A Critical Edition. Oxford University Press, Oxford/ New York 2004, ISBN 0-19-156856-2.
- als Hrsg.: Voices of Silence: The Alternative Book of First World War Poetry. Sutton, Stroud 2006, ISBN 0-7509-4521-4.
- als Hrsg.: Isaac Rosenberg. Oxford University Press, Oxford/ New York 2008, ISBN 978-0-19-955340-2.